# Neofusicoccum
Neofusicoccum is een geslacht van schimmels behorend tot de familie Botryosphaeriaceae. De typesoort is Neofusicoccum parvum.

## Soorten
Volgens Index Fungorum telt het geslacht 61 soorten (peildatum februari 2022):
| Soortnaam                       | Auteur(s)                                                                       | Publicatiejaar |
| ------------------------------- | ------------------------------------------------------------------------------- | -------------- |
| Neofusicoccum algeriense        | Berr.-Tebb. & A.J.L. Phillips                                                   | 2014           |
| Neofusicoccum andinum           | (Mohali, Slippers & M.J. Wingf.) Mohali, Slippers & M.J. Wingf.                 | 2006           |
| Neofusicoccum arbuti            | (D.F. Farr & M. Elliott) Crous, Slippers & A.J.L. Phillips                      | 2006           |
| Neofusicoccum australe          | (Slippers, Crous & M.J. Wingf.) Crous, Slippers & A.J.L. Phillips               | 2006           |
| Neofusicoccum batangarum        | Begoude, Jol. Roux & Slippers                                                   | 2013           |
| Neofusicoccum brasiliense       | M.W. Marques, A.J.L. Phillips & M.P.S. Câmara                                   | 2016           |
| Neofusicoccum buxi              | Crous                                                                           | 2016           |
| Neofusicoccum caryigenum        | M.T. Brewer & C.J. Cameron                                                      | 2020           |
| Neofusicoccum cordaticola       | Pavlic, Slippers & M.J. Wingf.                                                  | 2008           |
| Neofusicoccum corticosae        | Crous & Summerell                                                               | 2019           |
| Neofusicoccum cruentum          | (Petr.) Y.P. Zhou & Y. Zhang ter                                                | 2021           |
| Neofusicoccum cryptoaustrale    | Pavlic, Maleme, Slippers & M.J. Wingf.                                          | 2013           |
| Neofusicoccum dianense          | G.Q. Li & S.F. Chen                                                             | 2020           |
| Neofusicoccum eucalypticola     | (Slippers, Crous & M.J. Wingf.) Crous, Slippers & A.J.L. Phillips               | 2006           |
| Neofusicoccum eucalyptorum      | (Crous, Hendr. Sm. & M.J. Wingf.) Crous, Slippers & A.J.L. Phillips             | 2006           |
| Neofusicoccum grevilleae        | Crous & R.G. Shivas                                                             | 2011           |
| Neofusicoccum hamamelidis       | (Rehm) Y.P. Zhou & Y. Zhang ter                                                 | 2021           |
| Neofusicoccum hellenicum        | S.F. Chen, G.Q. Li & Michailides                                                | 2015           |
| Neofusicoccum hongkongense      | G.Q. Li & S.F. Chen                                                             | 2017           |
| Neofusicoccum hyperici          | Y. Hattori & C. Nakash.                                                         | 2021           |
| Neofusicoccum illicii           | Y. Zhang ter & M. Zhang bis                                                     | 2017           |
| Neofusicoccum italicum          | Dissan. & K.D. Hyde                                                             | 2017           |
| Neofusicoccum kwambonambiense   | Pavlic, Slippers & M.J. Wingf.                                                  | 2008           |
| Neofusicoccum laricinum         | (Sawada) Y. Hattori & C. Nakash.                                                | 2021           |
| Neofusicoccum lumnitzerae       | J.A. Osorio, Jol. Roux & Z.W. de Beer                                           | 2016           |
| Neofusicoccum luteum            | (Pennycook & Samuels) Crous, Slippers & A.J.L. Phillips                         | 2006           |
| Neofusicoccum macroclavatum     | (T.I. Burgess, P.A. Barber & G.E. Hardy) T.I. Burgess, P.A. Barber & G.E. Hardy | 2006           |
| Neofusicoccum magniconidium     | G.Q. Li & S.F. Chen                                                             | 2020           |
| Neofusicoccum mangiferae        | (Syd. & P. Syd.) Crous, Slippers & A.J.L. Phillips                              | 2006           |
| Neofusicoccum mangroviorum      | J.A. Osorio, Jol. Roux & Z.W. de Beer                                           | 2016           |
| Neofusicoccum mediterraneum     | Crous, M.J. Wingf. & A.J.L. Phillips                                            | 2007           |
| Neofusicoccum microconidium     | G.Q. Li & S.F. Chen                                                             | 2017           |
| Neofusicoccum miyakoense        | Y. Hattori & C. Nakash.                                                         | 2021           |
| Neofusicoccum moracearum        | Tennakoon, C.H. Kuo & K.D. Hyde                                                 | 2021           |
| Neofusicoccum mystacidii        | Crous                                                                           | 2021           |
| Neofusicoccum ningerense        | G.Q. Li & S.F. Chen                                                             | 2020           |
| Neofusicoccum nonquaesitum      | Inderb., Trouillas, R.M. Bostock & Michailides                                  | 2010           |
| Neofusicoccum occulatum         | Sakalidis & T.I. Burgess                                                        | 2011           |
| Neofusicoccum okinawaense       | Y. Hattori & C. Nakash.                                                         | 2021           |
| Neofusicoccum pandanicola       | Tibpromma & K.D. Hyde                                                           | 2018           |
| Neofusicoccum parviconidium     | G.Q. Li & S.F. Chen                                                             | 2020           |
| Neofusicoccum parvum            | (Pennycook & Samuels) Crous, Slippers & A.J.L. Phillips                         | 2006           |
| Neofusicoccum pennatisporum     | K.M. Taylor, P.A. Barber & T.I. Burgess                                         | 2009           |
| Neofusicoccum pistaciae         | (Zachos, Tzav.-Klon. & Roubos) Crous                                            | 2016           |
| Neofusicoccum pistaciarum       | Tao Yang & Crous                                                                | 2016           |
| Neofusicoccum pistaciicola      | Crous                                                                           | 2017           |
| Neofusicoccum podocarpi         | W. Zhang & Crous                                                                | 2021           |
| Neofusicoccum protearum         | (Denman & Crous) Crous, Slippers & A.J.L. Phillips                              | 2006           |
| Neofusicoccum pruni             | Crous                                                                           | 2017           |
| Neofusicoccum rapaneae          | W. Zhang & Crous                                                                | 2021           |
| Neofusicoccum ribis             | (Slippers, Crous & M.J. Wingf.) Crous, Slippers & A.J.L. Phillips               | 2006           |
| Neofusicoccum sinense           | Y. Zhang ter & M. Zhang bis                                                     | 2017           |
| Neofusicoccum sinoeucalypti     | G.Q. Li & S.F. Chen                                                             | 2017           |
| Neofusicoccum stellenboschianum | Tao Yang & Crous                                                                | 2016           |
| Neofusicoccum umdonicola        | Pavlic, Slippers & M.J. Wingf.                                                  | 2008           |
| Neofusicoccum ursorum           | Pavlic, Maleme, Slippers & M.J. Wingf.                                          | 2013           |
| Neofusicoccum variabile         | Marinc., Jami & M.J. Wingf.                                                     | 2020           |
| Neofusicoccum versiforme        | (Z.Q. Yuan, Wardlaw & C. Mohammed) Crous                                        | 2019           |
| Neofusicoccum viticlavatum      | (Van Niekerk & Crous) Crous, Slippers & A.J.L. Phillips                         | 2006           |
| Neofusicoccum vitifusiforme     | (Van Niekerk & Crous) Crous, Slippers & A.J.L. Phillips                         | 2006           |
| Neofusicoccum yunnanense        | G.Q. Li & S.F. Chen                                                             | 2020           |